# Alto Oriente
Alto Oriente es una de las seis subregiones que componen el departamento colombiano de Caldas.

## Municipios
La subregión comprende 4 municipios:
- Manzanares
- Marquetalia
- Marulanda
- Pensilvania

|                             |
| Topografía del Alto Oriente |

|                              |
| Hidrografía del Alto Oriente |